# Memminger Schule
Memminger Schule werden die Werkstätten der Künstlerfamilie Strigel und der  Malerfamilie Sichelbein genannt. Begründet wurde sie im 15. Jahrhundert von Hans Strigel dem Älteren. Ebenso wie die Ulmer Schule schuf sie in der Spätgotik hervorragende Meisterwerke. Nach dem Aussterben der Künstlerfamilie Strigel wurde die Künstlerfamilie Sichelbein bis in das 18. Jahrhundert der Schule zugerechnet.

## Mitglieder
- Hans Strigel der Ältere
- Hans Strigel der Jüngere
- Claus Strigel
- Hans Thoman[1]
- Michael Strigel
- Ivo Strigel
- Hans Goldschmid
- Bernhard Strigel
- Caspar Sichelbein der Ältere
- Johann Friedrich Sichelbein
- Johann Andreas Hommel